# Judith Přemysl
Judith Přemysl of Judith van Bohemen (ca. 1057 - 25 december 1086) was een dochter van Vratislav II van Bohemen, hertog en later koning van Bohemen, en zijn echtgenote Adelheid van Hongarije, dochter van de Hongaarse koning.
Zij was een zuster van Břetislav II van Bohemen en een halfzuster van Borivoy II, Vladislav I en Sobeslav I, allen hertogen van Bohemen. Judith werd genoemd naar haar grootmoeder Judith van Schweinfurt.
Rond 1080 huwde zij met Władysław I van Polen. Hun huwelijk bleef meer dan vijf jaar kinderloos en Judith besteedde daarom al haar energie aan gebeden en goede werken. Toen ze eindelijk wel zwanger werd stuurde Wladislaus rijke geschenken naar de abdij met het graf van de heilige Egidius (die wordt aangeroepen bij onvruchtbaarheid) in Saint-Gilles (Gard) in Frankrijk. Hun zoon Bolesław III van Polen werd in 1086 geboren. Als dank stichtte Wladislaus aan Egidius gewijde kerken in Krakau, Inowłódz en Giebułtów (powiat Krakowski). Judith overleed echter enkele maanden later, aan de gevolgen van de bevalling.